# 拉扎勒斯鱷屬
拉扎勒斯鱷屬（學名：Lazarussuchus）意為「拉撒路的鱷魚」，是種原始半水生離龍目，生存於晚漸新世到早中新世的法國與捷克。目前已發現兩個種：模式種意外拉扎勒斯鱷（L. inexpectatus），生存於晚漸新世的法國、以及德沃夏克拉扎勒斯鱷（L. dvoraki），生存於早中新世的捷克。拉扎勒斯鱷是種小型動物，意外拉扎勒斯鱷的頭骨僅長4.53公分。
「拉撒路物種」（Lazarus taxon）是古生物學的專有名詞，意思是那些在化石紀錄中突然消失又出現的物種。離龍目被認為在始新世滅絕，但拉扎勒斯鱷卻在上千萬年後現身，而且是小型、類似蜥蜴的動物。而且，拉扎勒斯鱷具有非常原始的特徵，比白堊紀晚期的離龍類還原始，甚至可能比三疊紀晚期的厚椎龍（Pachystropheus）還原始。拉扎勒斯鱷因此構成一個如鬼魅般的支系，包含未被發現、確定的小型離龍類。

## 外部連結
- Ghost lineages - brief article on the fossil record of choristoderes